# Филарет (Панку)
Архиепи́скоп Филаре́т (укр. Архієпископ Філарет, в миру Фёдор Васи́льевич Па́нку, рум. Teodor Pancu; род. 1 сентября 1965, Цыгира, Унгенский район) — епископ Украинской православной церкви Киевского патриархата, архиепископ Фалештский и Восточно-Молдавский (2005—2018, с 2020). Ранее — епископ Православной церкви Украины, епископ Белгород-Днестровский (2019—2020).

## Биография
Родился 1 сентября 1965 года в селе Цыгира Унгенского района Молдавской ССР в семье Василия и Лидии. В 1972—1982 годы учился в общеобразовательной школе в селе Цыгира. В 1983—1985 годы проходил срочную службу в армии. В 1985—1989 годы учился в Кишиневском государственном университете.
5 ноября 1988 года в соборе святого Феодора Тирона был пострижен в монашество митрополитом Кишинёвским и Молдавским Серапионом (Фадеевым). 9 октября 1988 года им же рукоположен в сан иеродиакона. 10 октября 1988 года им же рукоположен в сан иеромонаха. 14 декабря 1988 года был возведён в сан игумена. 7 января 1989 года был возведён в сан архимандрита.
В 1992 году поддержал епископа Петра (Пэдурару) и перешёл в Румынскую православную церковь. 19 мая 1993 года по распоряжению главы Бессарабской митрополии Румынской православной церкви Петра (Пэдурару) был возобновлен Кондрицкий Николаевский монастырь, настоятелем являлся архимандрит Филарет (Панку). В начале марта 1995 года иеромонах Филарет с братией обратились к митрополиту Кишинёвскому и всея Молдовы Владимиру (Кантаряну) с просьбой принять их под омофор Русской православной церкви. 5 мая 1995 года решением Священного Синода РПЦ Кондрицкий Николаевский монастырь перешел в юрисдикцию Русской православной церкви. К тому времени в монастыре проживали настоятель, 3 иеромонаха, 2 иеродиакона, монах и 6 послушников.
В 1995 году окончил факультет философии и психологии Кишинёвского государственного университета. В 1996 году окончил духовную семинарию при Кицканском монастыре, а в 2000 году — Кишинёвскую духовную академию.
В 1996 году были восстановлены и освящены Успенская и зимняя Никольская церкви, в которых совершаются богослужения на молдавском языке. Средства на ремонт Успенской церкви внёс посол Франции в Республике Молдове, посетивший обитель в 1997 году. Построены 2 одноэтажных корпуса — келейный и дом настоятеля. 21 ноября 1996 года дом настоятеля сгорел до фундамента. Пожар уничтожил старые книги и иконы, архив монастыря, церковную утварь. В 1998 году в монастыре там проживали 4 иеромонаха, иеродиакон и 6 послушников.
27 июля 2005 года решением Священного синода, согласно собственному прошению, принят в юрисдикцию Украинской православной церкви Киевского патриархата и избран епископом Фалештским и Восточно-Молдавским. 31 июля 2005 года во Владимирском кафедральном соборе Киева состоялась его епископская хиротония, которую совершили: предстоятель УПЦ КП Филарет (Денисенко), архиепископ Белгородский Иоасаф (Шибаев), архиепископ Хмельницкий и Каменец-Подольский Антоний (Махота), архиепископ Белоцерковский Александр (Решетняк), епископ Симферопольский и Крымский Климент (Кущ).
Кондрацкий монастырь не последовал за ним. 2 августа он лишился должности настоятеля монастыря. Администратором монастыря был назначен протоиерей Вячеслав Шпак. 11 апреля 2006 года решением Священного Синода Русской православной церкви освобожден от должности настоятеля Свято-Никольского Кондрицкого мужского монастыря.
В 2012 году окончил факультет психологии Университета в Тирасполе. В 2016 году окончил Волынскую православную богословскую академию Киевского Патриархата и получил степень магистра богословия.
15 декабря 2018 года на Объединительном соборе в Киеве УПЦ Киевского патриархата, в которой состоял Филарет (Панку), была упразднена, а вместо неё была создана Православная церковь Украины, куда вошли все иерархи упразднённой юрисдикции. Вместе с тем, согласно полученному 6 января 2019 года от Константинопольского патриархата томосу об автокефалии, новая юрисдикция не имела право на приходы за пределами Украины. Таким образом, положение епископа Филарета (Панку) оставалось неопределённым. После принятия решения Синода ПЦУ от 5 февраля 2019 года об упорядочении употребления титулов епископу Филарету (Панку) был присвоен титул епископа «Белгород-Днестровского». Формально из этого следует образование и Белгород-Днестровской епархии, хотя об этом в решениях Синода не упомянуто, и никакие действия по ее регистрации не принимались.
3 февраля 2020 года епископ Филарет, «осознавая неуместность своего выхода из Киевского Патриархата и пребывания в Православной Церкви Украины», обратился с просьбой к Филарету (Денисенко) о возвращении в состав УПЦ Киевского патриархата вместе с вверенной ему Восточно-Молдавской епархией. 5 февраля прошение было удовлетворено, и епископ Филарет был принят в состав возрождённого Киевского патриархата. В своём заявлении Филарет (Панку) отметил сразу несколько причин, толкнувших его на этот шаг: «Томос, который предоставил Константинопольский патриарх Варфоломей ПЦУ <…> закрепляет зависимость Православной Церкви от Константинопольского Патриарха», а также «прямо запрещает Православной Церкви Украины иметь приходы за пределами Украины», что епископ Филарет счёл унижением. Также епископ Филарет возмутился тем, что Предстоятель ПЦУ присвоил ему «ложный, а значит, незаконный титул: епископ Белгород-Днестровский (Одесская область)», где у Филарета (Панку) не было приходов, что по мнению последнего было продиктовано желанием «скрыть правду, что в ПЦУ есть епархия с приходами и монастырями в Молдове, то есть, за пределами Украины». Филарет (Панку) отметил, что «за год существования Православная Церковь Украины так и не смогла объединить всех православных Украины и стала лишь предметом спекуляции определенных политических сил». Также Филарет (Панку) отметил, что не было исполнено обещание, данное участникам объединительного собора 15 декабря 2018 года, что «в течение ближайшего после собора времени, состоится Поместный Собор новой Церкви, который и решит все важные вопросы», вместо чего «всё решается в традициях Константинопольской Церкви — через решение Синода». «Последней каплей, которая переполнила чашу нашего терпения» по словам Филарета (Панку) стало «лицемерное, несправедливое отношение» к Филарету (Денисенко): «бесстыдные рейдерские захваты имущества и счетов Киевского Патриархата руководством ПЦУ, оскорбления и обидные высказывания, непосредственно в адрес Патриарха, его унижение, лишение законной Киевской епархии и все остальное — является позорной несправедливостью, не только с точки зрения Божьих Заповедей, но и человеческой морали».
21 июня 2020 года «по случаю годовщины Поместного собора УПЦ КП и за труды по утверждению Поместной Украинской Православной Церкви» Филарет (Денисенко) благословил возвести Филарета (Панку) в сан архиепископа.
9 июля 2020 года Священный синод Православной церкви Украины постановил исключить из состава ПЦУ епископата Филарета (Панку) за то, что тот тайно посещал Филарета (Денисенко), присоединился к УПЦ КП, и получил от Филарета сан архиепископа. На сайте УПЦ КП было заявлено: «управляющий Восточно-Молдавской епархией епископ Фалештский и Восточно-молдавский Филарет (Панку) вернулся в состав УПЦ КП». Там также отметили, что до 3 февраля 2020 года «епископ» Филарет одобрял постановления архиерейского собора ПЦУ 14 декабря 2019 года. Епископ Филарет (Панку) и его епархия придерживаются румынско-молдавской литургической традиции и не представляли украинскую диаспору, сообщили в ПЦУ. Поэтому синод решил передать суждение о дальнейшем каноническом статусе епископа и подчиненных ему структур в управление Румынской православной церкви. Как написал украинский блоггер Илья Бей: «еп. Филарет еще в феврале 2020 вернулся к экс-патриарху Филарета, и стал даже архиепископом, и, находясь в Молдове он и не собирался окормлять Белгород-Днестровскую епархию, которая в ПЦУ, несмотря на упомянутое решение об упорядочении титулов, даже не была создана. И понимаю, что Синод своим решением от 09.07.2020 г. хоть и не вполне вовремя, но по крайней мере каким-то образом попытался решить канонический статус беглого епископа, но вижу в этом решении ограничение канонической территории ПЦУ, уступившей одну из своих епархий РумПЦ из-за несовершенства формулировок. Я уверен, что Синод ничего такого не имел в виду, но думаю, что форма изложения допускает и предложенное прочтение». Владимир Легойда отметил в связи с этим, что «Препоручая судьбу Панку Румынскому патриархату, Епифаний, по всей видимости, пытается тем самым хоть как-то завязать отношения с Румынской церковью, которая до сих пор не признала раскольническую ПЦУ». Кроме того, этим решением в ПЦУ также подтвердили существование «Киевского патриархата». В Киевском Патриархате, комментируя формулировку «тайно посетил Почетного Патриарха Филарета (Денисенко)», констатировали: «Такая формулировка четко демонстрирует: руководство Православной Церкви Украины жестко запрещает и осуждает любые контакты с Почетным Патриархом Филаретом и не только в лице Высокопреосвященного Филарета, но и других архиереев ПЦУ <…> Удивляет, что некоторые архиереи Православной Церкви Украины регулярно контактируют с представителями Украинской Православной Церкви Московского Патриархата и это не вызывает протеста руководства ПЦУ. А встреча с человеком, который больше всего сделал для автокефалии Украинской православной Церкви, поставил почти весь епископат ПЦУ, трактуется, как преступление».
23 мая 2022 года Священным синодом ПЦУ лишён архиерейского и священнического сана, но архиепископ Филарет не признал этого решения.

## Награды
- Орден «Qızıl ürək» («Золотое сердце») (2015 год, международный фонд «Деде Горгуд», Азербайджан) —  за вклад в дело милосердия в укрепление мира, а также развития молдавско-азербайджанских и украинско-азербайджанских отношений и за поддержку территориальной целостности Азербайджанкой Республики[19].